# Jacques Bloch
Pour les articles homonymes, voir Bloch.
Jacques Bloch, né le 7 juillet 1924 à Paris et mort le 28 janvier 2023 dans la même ville, est un résistant, invalide, déporté à Buchenwald et évadé français, de la Seconde guerre mondiale.

## Biographie

### Enfance
Jacques Gustave Bloch est né le 7 juillet 1924 à Paris. Sa mère est Lorraine et son père est professeur de philosophie et d’origine juive alsacienne. Jacques Bloch a 15 ans lorsque la guerre éclate.
Comme les autres Juifs de France, la famille de Jacques Bloch se retrouve dans une situation d'oppression sous le régime de Vichy. Le père de Jacques Bloch qui avait été mobilisé puis libéré durant l'été 1941, apprend à son retour qu'il est révoqué du lycée où il enseignait.
Deux jours plus tard, après que sa maison a été réquisitionnée par les Allemands, la famille de Jacques Bloch fuit alors une première fois en Touraine puis dans un second temps vers la Creuse quand ils sont prévenus par des villageois qu'ils vont être arrêtés. La famille retrouve alors leur cousin, l'historien Marc Bloch. Jacques Bloch pratique le scoutisme laïque à Guéret, au sein des Éclaireurs de France.

### Entrée dans la Résistance
Jacques Bloch, qui pressent que son cousin a rejoint la Résistance, demande de l'aide à ce dernier afin d'obtenir des contacts au sein du mouvement. Jacques parvient finalement, à partir du 19 février 1944, à prendre le maquis dans la région de Bourganeuf. Il prend alors le pseudonyme de « Jacques Binet ».
Le 7 juin 1944, après la libération du Guéret par les maquisards, Jacques Bloch est blessé au bras lors d'affrontements avec la division « Das Reich ». Il est emmené à l'hôpital où le chirurgien lui ampute le bras. Jacques Bloch est alors dénoncé par un milicien puis, alors qu'il allait quitter l'hôpital, est arrêté puis livré à la Gestapo. Échappant à une exécution immédiate, il est escorté jusqu'à Montluçon.

### Déportation à Buchenwald
S'ensuit alors une période de captivité à Moulins durant laquelle il est enfermé avec d'autres résistants dans le Palais des ducs de Bourbon. Des négociations permettent aux prisonniers d'être progressivement libérés mais les Allemands utilisent les derniers d'entre eux comme otages, dont fait partie Jacques Bloch et les envoient à Belfort, d'où ils sont finalement envoyés vers le camp de Buchenwald. Il porte alors le matricule 85235. Malgré sa blessure, les médecins SS estiment qu'il est un jeune homme fort. Il alterne ainsi entre le camp de travail, dans lequel il est entre autres chargé de transporter du bois vers les cuisines, et les blocks des invalides dans lesquels il rencontre Jacques Lusseyran. Il rencontre également Pierre Halbwachs, déporté en même temps que son père Maurice Halbwachs, qui comme Jacques fait partie des déportés les plus jeunes.

### Retour de déportation
Lorsque le camp est évacué en avril 1945, il s'évade avec un autre déporté et après trois jours de marche de nuit, rejoint à Eisenberg une avant-garde américaine.
Après la Guerre, Jacques Bloch ne reçoit aucun soutien et suit alors des études de droit, renonçant à devenir médecin. Il occupe par la suite un poste d'administrateur au Sénat.

## Distinctions
Il est reconnu « Déporté résistant »,.
- Commandeur de la Légion d'honneur[10]
- Médaille militaire[11]
- Croix de guerre 1939-1945, palme de bronze[12]
- Médaille de la Résistance française (3 aout 1946)[13]
- Médaille des évadés[14]